# Misión de San Fernando Rey de España de Velicatá
Otra misión que tiene el nombre San Fernando Rey de España está localizado en el barrio de Cerros de la Misión de Los Ángeles, California.

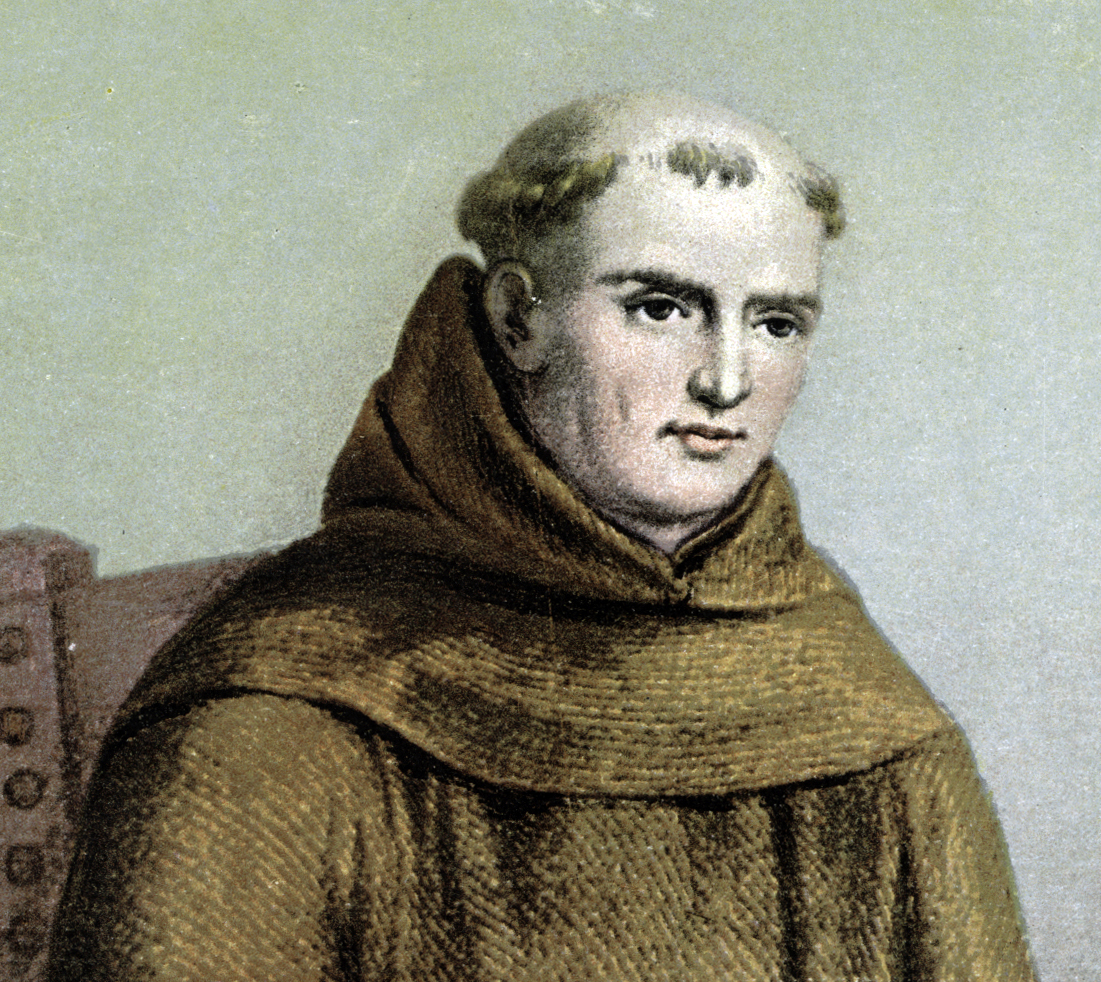
Junípero Serra, el fundador de la misión

La Misión de San Fernando Rey de España de Velicatá (1769–1817) fue una misión única fundada por los franciscanos y Junípero Serra en Baja California, México, aproximadamente 35 millas al sureste de El Rosario, en el poblado Cochimí de Velicatá. 

## Historia
El sitio para la futura misión estuvo identificado por el misionero y explorador jesuita Wenceslao Linck en 1766. Tras la expulsión de los jesuitas, fueron reemplazados por los franciscanos en 1768.
Junípero Serra que era el rector de los franciscanos en las Californias, acompañado por fray Miguel de la Campa y Cos y el gobernador Gaspar de Portolá, los cuales realizaban la expedición de Portolá, el 14 de febrero de 1769 consideraron adecuado fundar una misión, ya que resultaba atractivo el lugar por lo fértil del lugar y su ubicación en relación con las otras misiones. Esta sería la primera misión de Junípero Serra antes de partir a la Alta California.
En la década de 1770, bajo los franciscanos y después, en 1773, bajo el mando de los dominicos, la misión logró su pico máximo para después caer en un declive por las epidemias que azotaron a la población local. Para 1818 no había ya ningún misionera radicando en la zona.  
Actualmente las paredes son sólo escasas ruinas, y solo algunas bases de piedra, así como uno de los sitios de petroglifos y Arte Rupestre de Baja California, en las cercanías sobreviven, en el arroyo San Fernando. A un costado de la misión hay un pequeño acueducto. Se ubica 57 k al sur de El rosario por la carretera federal 1. La misión está a 8,.5 km al oeste.